# Xilulose
A xilulose é um monossacarídeo do tipo pentose, de fórmula química C5H10O5. Faz parte do grupo das cetoses. Possui dois enantiômeros possíveis: a D-xilulose e a L-xilulose.
A forma L-xilulose acumula na urina de pacientes com pentosúria, devido a uma deficiência na enzima L-xilulose redutase. Como a L-xilulose é um açúcar redutor como a D-glicose, pacientes com pentosúria eram frequentemente diagnosticados no passado como portadores de diabetes.
Pode ser isolada através da oxidação do xilitol pela enzima xilitol
desidrogenase. A xilulose, quando fosforilada, forma um dos compostos intermediários da via das pentoses-fosfato.
A xilulose dá resultado positivo no teste de Fehling, teste usado para identificar aldeídos e açúcares redutores. Ela é sintetizada ao ferver uma mistura de xilose e piridina. A biossíntese da L-xilulose provavelmente se inicia como o ácido D-glicurônico.